# Milone da Cardano
Milone da Cardano (Cardano al Campo, 1120 circa – Milano, 16 agosto 1195) è stato un arcivescovo cattolico italiano.

## Biografia
Rampollo di una nobile famiglia originaria di Cardano al Campo e trasferitasi poi a Milano, Milone studiò con tutta probabilità legge all'Università di Bologna ed iniziò la propria carriera ecclesiastica poco dopo come suddiacono. Divenuto sacerdote prima del dicembre del 1150, ottenne in contemporanea anche il titolo di canonico della chiesa metropolitana e quindi quello di arciprete della cattedrale milanese, grazie alla sua particolare vicinanza all'arcivescovo Umberto I da Pirovano. Presenziò nel settembre 1162 al fianco di papa Alessandro III ed all'arcivescovo milanese Galdino della Sala a Tours per il concilio dove rimase per un totale di tre anni, facendo ritorno a Milano nel settembre del 1165.
Nel 1170 venne nominato su pressione dell'arcivescovo Galdino al ruolo di vescovo di Torino, ma nel contempo ottenne di continuare a rivestire l'incarico di arciprete della metropolitana milanese ove continuò a soggiornare frequentemente. In accordo con il comune di Torino, riaffermò la sua giurisdizione su Alpignano, Chieri e Rivoli con la presenza in loco di vassalli vescovili, così da arginare le mire espansionistiche del conte Umberto III di Savoia. Attorno al 1170 fondò il monastero di Santa Maria di Confiento, nel territorio di None.
Il 5 dicembre 1187 venne nominato arcivescovo di Milano, succedendo al defunto Uberto Crivelli che aveva voluto conservare la cattedra milanese anche dopo l'elezione al soglio pontificio per una serie di conflitti che aveva in atto proprio con Milone.
Morì a Milano il 16 agosto 1195. Fu sepolto nella Basilica di Santa Maria Jemale, presso il pulpito.